# Dorcatoma punctulata
Dorcatoma punctulata is een keversoort uit de familie klopkevers (Anobiidae). De wetenschappelijke naam van de soort is voor het eerst geldig gepubliceerd in 1864 door Mulsant & Rey.